# Drongo de Ludwig
Dicrurus ludwigii
Espèce
Statut de conservation UICN

 LC  : Préoccupation mineure
Le Drongo de Ludwig (Dicrurus ludwigii) est une espèce de passereaux de la famille des Dicruridae. Il est nommé d'après le baron von Ludwig.

## Description
Il mesure environ 19 cm de long. Le mâle est surtout d'un noir brillant, bien que les ailes soient plus ternes. Il a une grosse tête. Le bec est noir et gros et l'œil rouge. Il a les pattes courtes et se tient très droit tandis qu'il est perché bien en vue, comme une pie-grièche. La femelle ressemble au mâle mais son plumage est moins brillant.
L'appel est un dur cherit-cherit.

## Alimentation
Il est insectivore. Il se nourrit en vol et sur le sol et apprécie les feux de brousse pour trouver sa nourriture.

## Reproduction
La femelle pond deux à trois œufs dans un nid en coupe dans une fourchette haute d'un arbre.

## Comportement
Il est agressif et n'a pas peur des autres oiseaux malgré sa petite taille et attaque des espèces beaucoup plus grandes comme les oiseaux de proie si son nid ou ses jeunes sont menacés.

## Répartition
Il est commun en Afrique au sud du Sahara.

## Habitat
On le trouve dans les forêts ou les brousses denses.

## Sous-espèces
Selon Peterson, cet oiseau est représenté par 4 sous-espèces :
- Dicrurus ludwigii ludwigii (Smith,A) 1834 ;
- Dicrurus ludwigii saturnus Clancey 1976 ;
- Dicrurus ludwigii sharpei Oustalet 1879 ;
- Dicrurus ludwigii tephrogaster Clancey 1975.